# Pique Dame
Pique Dame (Spader dam) är en operett i två akter med musik av Franz von Suppé och ett libretto som väldigt lösligt bygger på Aleksandr Pusjkins novell Spader dam (1834). Librettisten var S. Strasser (förmodligen Suppés andra hustru Sofie Strasser). Pique Dame var en reviderad version av Suppés operett Die Kartenschlägerin från 1862 och hade premiär den 20 juni 1864 på Thalia Theater i Graz. Idag är verket huvudsakligen känt för sin ouvertyr.

## Historia

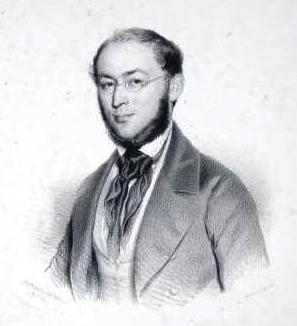
Franz von Suppé som ung man

Pique Dame var en reviderad version av Suppés tidigare (och misslyckade) operett över samma ämne, Die Kartenschlägerin, som hade haft premiär i Wien 1862. Suppé utökade enaktaren till två akter och döpte om den till Pique Dame, den franska titeln på Pusjkins novell, som librettot löst bygger på. Ursprungslibrettot bär signaturen "S.S". I Franz von Suppé: Werk und Leben spekulerar Hans-Dieter Roser speculates att detta kan referera till Sigmund Schlesinger (1832–1918), en författare från Wien känd för sina komiska pjäser. 2019 upptäckte Andreas Weigel att författaren till librettot var S. Strasser (förmodligen Suppés andra hustru Sofie Strasser som Suppé hade träffat 1860).
Den nya operetten hade premiär på Thalia Theater i Graz den 20 juni 1864 med Amalie Materna i huvudrollen som Judith. Det exakta datumet för premiären varierar i källorna. Enligt Otto Schneider i Franz von Suppé: der Wiener aus Dalmatien ägde den rum den 24 juni, medan Roser anger den 20 juni. Efter premiären i Graz, som personligen hade bevistats av Suppé, spelades operetten på Carltheater i Wien 1865.
Trots att verket var förhållandevis framgångsrikt på sin tid framförs den sällan numera. En del av musiken återanvändes i Suppés operett Boccacio då denna sattes upp på Metropolitan Opera 1931. Ouvertyren, som utgavs som enskilt orkesterstycke 1867, har förblivit ett populärt konsertstycke.

### Ouvertyren
Enligt Robert Letellier (i sin inledning till Franz von Suppé: Overtures and Preludes från 2013) härstammar verkets populära ouvertyr som orkesterstycke från dess "varierande och livliga melodier", vackra flöjtsolo samt teman, vilka "löper" mellan orkesterns högre och lägre instrument. Ouvertyrens ursprungliga orkesterversion har omarbetats för fyrhändigt piano av Theodor Herbert (1822–1891) och för solopiano av Clemens Schultze-Biesantz (1876–1935).  Den överfördes även till självspelande orgel av Aeolian Company som 1919 beskrev stycken i sin katalog:
I början hörs ett mystiskt tema flera gånger som efter hand helt enkelt visar sig vara ackompanjemanget till en lyrisk melodi som lägger sig ovanpå och, som visar sig vara en viktig musikdel av ouvertyren, kulminerar i ett stort klimax. Sedan följer ett glatt tema vars hurtiga, glada karaktär kontrasterar till den föregående musiken. Till detta läggs ytterligare ett lyriskt tema och en glad melodi, varpå en hurtig final avslutar hela ouvertyren.
Ouvertyren till Pique Dame kunde ofta höras på biograferna under stumfilmens dagar, då påkostade föreställningar föregicks av en ouvertyr eller ett orkesterstycke framfört av en levande orkester. Filmregissören och kompositören Hugo Riesenfeld listar den som en av de tio mest framförda styckena i biograferna på den tiden. D. W. Griffiths film Judit och Holofernes (1914) hade ett speciellt ljudspår framtaget av Griffith själv i vilket ouvertyren till Pique Dame, framförd i sin helhet, inledde andra akten. (Ljudspåret till Judith bestod av 11 stycken allt som allt och inleddes av musik från William Vincent Wallaces opera Maritana och slutade med Edvard Griegs Peer Gynt-svit.)

## Personer

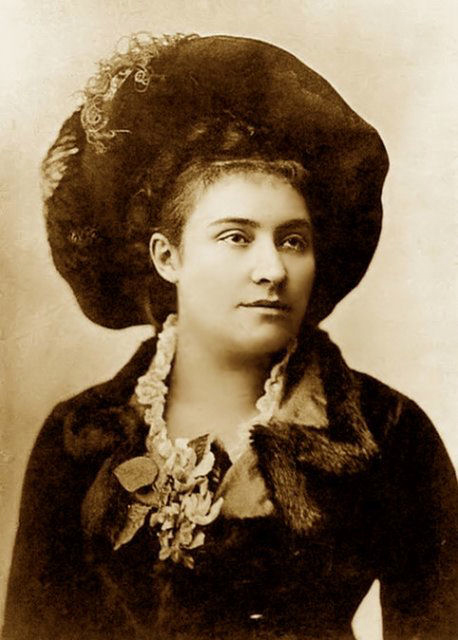
Amalie Materna, som sjöng titelrollen som Judith vid premiären 1864.

| Roller                                                 | Röststämma  | Premiärbesättning 20 juni 1864 |
| ------------------------------------------------------ | ----------- | ------------------------------ |
| Judith, en spådam                                      | mezzosopran | Amalie Materna                 |
| Emil, en arméofficer och kompositör, Judiths fosterson | baryton     |                                |
| Hedwig, förälskad i Emil                               | sopran      |                                |
| Fabian Muker, Hedwigs förmyndare                       | tenor       |                                |
| Madame Duplesis, Hedwigs moder, en rik änka            | talroll     |                                |
| Henriette, Hedwigs väninna                             | sopran      |                                |
| Emma, Hedwigs väninna                                  | sopran      |                                |
| Fanni, Hedwigs väninna                                 | sopran      |                                |
| Bertha, Hedwigs väninna                                | sopran      |                                |
| Clara, Hedwigs väninna                                 | mezzosopran |                                |
| Gebhardt, Emils vän                                    | bas         |                                |
| Felix, Emils vän                                       | tenor       |                                |

## Handling
Den unge löjtnanten (och kompositören) Emil är kär i Hedwig, dotter till en rik änka. Emils mor, spådamen Judith, avslöjar för honom att hon bara har adopterat honom som barn. Emil berättar om sin platoniska kärlek till Hedwig. Men Fabian Muker, en rik borgare och Hedwigs förmyndare, är också efter henne. Emil står i skuld till Fabian genom ett lån som han inte kan betala tillbaka. Judith skrämmer Muker genom att visa fram spelkortet spader dam, vilket förebådar hemska förutsägelser, och lockar honom till en kostymbal. Där, efter alla möjliga skämt, blir Muker avslöjad som kvinnojägare i en förförelsescen. Judith avslöjar hemligheten: Emil är Mukers brorson och får emot arvet som hålls tillbaka från honom och erövrar naturligtvis Hedwigs hjärta i det lyckliga slutet.